# Amma Asante
Amma Asante (Londra, 13 settembre 1969) è una regista, sceneggiatrice ed ex attrice britannica.

## Biografia
Nata a Londra nel 1969, da genitori ghanesi; suo padre era un contabile mentre sua madre gestiva un negozio di alimentari. Ha frequentato la Barbara Speake Stage School a Acton, Londra, dove si è formata in danza e in teatro. Ha iniziato la sua carriera cinematografica e televisiva come attrice bambina, recitando nelle serie britannica Grange Hill. Negli anni ottanta ha partecipato alla campagna "Just Say No" e fu una dei nove bambini di Grange Hill ad andare alla Casa Bianca, sotto la presidenza Reagan. Tra la fine degli anni ottanta e l'inizio degli anni novanta ha preso parte ad altre serie televisiva britanniche, tra cui Desmond, Freddie & Max e Birds of a Feather.

### Carriera
Negli anni successivi abbandona la recitazione e si concentra sulla sceneggiatura. Ha fondato una casa di produzione Tantrum Films, con cui ha scritto e prodotto la serie televisiva della BBC2 Brothers and Sisters. Attraverso la sua casa di produzione nel 2004 scrive e dirige il suo primo lungometraggio, A Way of Life. Per il suo debutto registico la Asante ha ottenuto diversi riconoscimenti, tra cui il BAFTA al miglior esordio britannico da regista, sceneggiatore o produttore e il UK Film Talent Award al London Film Festival.
Nel 2013 lavora al suo secondo film La ragazza del dipinto, che racconta la storia di Dido Elizabeth Belle, figlia meticcia di una schiava africana e un capitano della marina britannica affidata alle cure di William Murray, I conte di Mansfield. Tra gli interpreti del film figurano Gugu Mbatha-Raw, Tom Wilkinson, Miranda Richardson e Emily Watson. Il film è stato presentato in anteprima al Toronto International Film Festival e successivamente in altri festival cinematografici internazionali.
Nel 2016 dirige A United Kingdom con David Oyelowo e Rosamund Pike, incentrato sulla controversa storia d'amore tra Seretse Khama e sua moglie Ruth Williams Khama. È stato presentato al Toronto International Film Festival e ha aperto la 60ª edizione del London Film Festival.

### Vita privata
Amma Asante è stata sposata con il produttore Charlie Hanson; successivamente si è sposata con Søren Kragh Pedersen, capo dei media e delle pubbliche relazioni di Europol.

## Filmografia

### Regista
- A Way of Life (2004)
- La ragazza del dipinto (Belle) (2013)
- A United Kingdom - L'amore che ha cambiato la storia (A United Kingdom) (2016)
- Quando le mani si sfiorano (2018)